# Stuart Bithell
Stuart Bithell, född den 28 augusti 1986 i Rochdale i Storbritannien, är en brittisk seglare.
Han tog OS-silver i 470 i samband med de olympiska seglingstävlingarna 2012 i London.